# 퍼니셔 2
《퍼니셔 2》(영어: Punisher: War Zone 퍼니셔: 전쟁 지대[*])는 2008년 개봉한 미국의 액션 영화이다. 마블 코믹스의 슈퍼히어로 캐릭터 퍼니셔를 원작으로 렉시 알렉산더가 연출하였다. 형식상 《퍼니셔》(2004)의 속편이지만, 전혀 관련 없는 줄거리를 다루고 있어 리부트라 할 만하다. 주인공 프랭크 캐슬 / 퍼니셔 역도 토머스 제인에서 레이 스티븐슨으로 바뀌었으며, 다른 배역도 마찬가지이다.

## 줄거리
조직 폭력으로 가족을 잃은 전 포스리컨 해병 프랭크 캐슬은 지난 5년간 퍼니셔로 알려진 자경단으로 활동했다. 캐슬은 지역 돈 가이타노 체사레의 파티를 습격하여 그와 손님들을 죽인다. 체사레의 카포레짐 빌리 "더 뷰티" 루소티는 재활용 공장 은신처로 도망치고, 파티를 감시하던 형사 마틴 솝과 사피오티는 캐슬에게 이 사실을 알린다. 캐슬은 루소티의 은신처에 침투하여 짧은 총격전 끝에 루소티를 유리 파쇄기에 던져 넣어 끔찍하게 변형시킨다. 루소티는 나중에 얼굴의 봉합 자국이 퍼즐 조각을 닮았다는 이유로 자신을 "직소"라고 부른다. 니키 도나텔리의 시체 뒤에 숨어 있던 캐슬은 도나텔리가 사실 FBI의 잠복 요원이었음을 알게 된다.
사망한 요원의 파트너인 요원 폴 버디언스키는 NYPD의 "퍼니셔 특수부대"에 합류하여 솝과 협력하여 캐슬을 법의 심판대에 세우려 한다. 한편, 직소는 자신의 정신 이상에 식인 성향이 있는 동생, "루니 빈 짐"을 풀어준다.
요원을 죽인 것에 괴로워하던 캐슬은 도나텔리의 아내 안젤라와 딸 그레이스에게 배상하려 하지만 실패한다. 그는 은퇴를 고려하지만, 그의 갑옷 기술자 마이크로는 직소가 복수를 위해 도나텔리 가족을 쫓을 것이라고 말하며 그를 재고하게 만든다.
직소, 루니 빈 짐, 그리고 그들의 두 부하인 잉크와 피트시는 도나텔리의 집에 침입하여 가족을 인질로 잡는다. 캐슬은 직소의 알려진 동료인 마긴티를 찾아내 정보를 캐낸 후 그를 처형하고, 버디언스키와 솝은 캐슬을 체포한다. 캐슬은 버디언스키에게 직소가 도나텔리 가족을 쫓아갔다고 말하고, 버디언스키는 캐슬을 넘길 생각으로 경찰차를 도나텔리 저택으로 보내 확인하게 한다. 순찰차가 응답하지 않자 버디언스키는 집으로 향하고, 그곳에서 잉크와 피트시에게 붙잡힌다. 솝은 캐슬을 풀어주고, 캐슬은 잉크와 피트시를 모두 죽인 후 안젤라와 그레이스를 데리고 나간다. 버디언스키는 짧은 총격전 끝에 직소와 루니 빈 짐을 체포한다.
직소와 그의 동생은 FBI와 거래하여 석방된다. 그들은 퀸스, 뉴욕의 아랍 테러리스트들에게 전달될 생물학 무기를 밀수하던 크리스투 불라트를 넘겨주는 대가로 석방되고, 직소의 항구를 사용하는 대가로 불라트가 지불했던 US$1200만과 마이크로에 대한 파일을 받는다. 그들은 마이크로를 인질로 잡고, 그 과정에서 마이크로의 어머니를 죽인다. 그들은 캐슬이 보호를 위해 남겨두었던 마이크로의 동료 카를로스에게 치명상을 입힌 후 다시 도나텔리 가족을 인질로 잡는다. 캐슬은 나중에 은신처에 도착하여 카를로스가 "이렇게 죽게 내버려두지 말라"고 간청하자 그를 죽인다. 직소는 브래드스트리트 호텔에 자리 잡고, 퍼니셔에게 복수를 원하는 작은 갱단 군대를 조직한다. 캐슬은 버디언스키의 도움을 얻어 크리스투의 아버지 티베리우 불라트에게 직소의 위치를 알린다. 티베리우의 집행관들은 호텔 로비에서 총격전을 벌여 캐슬에게 주의를 분산시킬 시간을 벌어준다.
캐슬은 2층 창문을 통해 침입하여 직소가 고용한 총잡이들과 총격전을 벌인다. 그 후, 캐슬은 루니 빈 짐과 단독 전투를 벌인다. 싸움에서 살아남지 못할 것이라고 깨달은 짐은 도망친다. 캐슬은 그를 쫓아가 마이크로와 그레이스에게 총을 겨누고 있는 그와 직소를 마주한다. 직소는 캐슬에게 선택권을 준다. 만약 캐슬이 마이크로를 쏘면 직소는 다른 사람들을 풀어주겠다고 말한다. 마이크로는 용감하게 소녀를 구하기 위해 자신의 목숨을 바치려 하지만, 캐슬은 대신 루니 빈 짐을 쏜다. 그 결과 직소는 마이크로를 죽인다. 격분한 캐슬은 직소를 공격하여 맨손 전투를 벌인 후 금속 막대로 찔러 불 속에 던져 죽인다.
밖에서 안젤라는 캐슬을 용서하고, 캐슬은 버디언스키와 도나텔리 가족에게 작별 인사를 한다. 캐슬과 솝이 함께 떠나면서 솝은 캐슬에게 "마을의 모든 범죄자를 죽였으니" 자경단 활동을 그만두라고 설득하려 한다. 솝은 살인적인 강도에게 붙잡히자 마음을 바꾸고, 강도는 캐슬에게 총에 맞아 죽는다.

## 배역
- 레이 스티븐슨 - 프랭크 캐슬 / 퍼니셔
- 도미닉 웨스트 - 빌리 "보트" 루소티 / 직쏘
- 줄리 벤즈 - 앤절라 도너텔리
- 콜린 새먼 - 폴 부디언스키
- 더그 허치슨 - 제임스 루소티 / 루니 빈 짐
- 대시 미호크 - 마틴 소프 뉴욕 시경
- 웨인 나이트 - 라이너스 리버먼 / 마이크로칩